# Anthenius
Anthenius är ett släkte av skalbaggar. Anthenius ingår i familjen vivlar.
Kladogram enligt Catalogue of Life:
| Anthenius | \| \| Anthenius hispidulus \| \| \| \| |
|           | \| \| Anthenius hispidulus \| \| \| \| |
|           | Anthenius hispidulus                   |
|           |                                        |